# Crassisporium
Crassisporium — рід грибів родини Crassisporiaceae. Назва вперше опублікована 2014 року.

## Класифікація
До роду Crassisporium відносять 3 види:
- Crassisporium chilense
- Crassisporium funariophilum
- Crassisporium squarrulosum